# クレオパトラ1世
クレオパトラ1世（希：Κλεοπάτρα Α' η Σύρα、ラテン文字表記：Cleopatra I Syra、紀元前204年頃 - 紀元前176年）は、古代エジプト、プトレマイオス朝のファラオ・女王（在位紀元前193年 - 紀元前176年）。父はシリア王アンティオコス3世（大王）、母はラオディケ3世。プトレマイオス5世エピファネスの妻。プトレマイオス6世フィロメトル、プトレマイオス8世フュスコン、クレオパトラ2世の母。

## 生涯
第5次シリア戦争（紀元前202年 - 紀元前195年）により、セレウコス朝シリアのアンティオコス3世はエジプトより、コイレ・シリアなど広大な領域を奪取した。プトレマイオス5世エピファネスの後見人たちはローマに援助を求め、ローマ調停の下でシリア・エジプト間の和平が成立した。アンティオコス3世の娘であるクレオパトラ1世は、コイレ・シリアなどを持参金として、エピファネスと結婚した(紀元前193年、実際には持参金となるはずの領土は与えられなかった)。
紀元前180年、夫が持参金となるはずの領土を狙い戦争の準備をしている最中に死去すると、幼い子プトレマイオス6世の摂政として実権を掌握し、兄弟でシリア王となっていたセレウコス4世と和解し平和を保った。紀元前176年に亡くなった。